# Sober Company
Sober Company（ソーバー カンパニー）は、中国の上海・黄浦区にあるバー。バーテンダーの後閑信吾率いるSG Groupが、同じく上海で営業中のバー「Speak Low」に続き出店した。2021年のAsia's 50 Best Barsで5位、同年のThe World's 50 Best Barsで39位にランクインしている。

## 概要
フランス式庭園「復興公園」の北に位置する。
オープン時、同店のジェネラルマネージャーは、「Jameson Bartenders' Ball 2016」世界チャンピオンの新井和久が務めた。
コンセプトは「COME SOBER, LEAVE TIPSY.」。CaféからKitchen、Societyと館内を巡りながら、ニューヨークを旅するように食前（アペリティフ）・食中（ダイニング）・食後（ダイジェスティフ）に適したカクテルを楽しめる。3つのセクションごとにスタイルやメニューが異なる。

### 1F
Sober Café
ウエストヴィレッジをイメージしたイタリアンスタイルのカフェ。
アペリティフカクテルやコーヒー、ティー、軽食を提供。
コーヒーは台湾の初代バリスタチャンピオンである林東源が、デザートはパティシエでブロガーのシンディ・ウォンが監修する。

### 2F
Sober Kitchen
マンハッタンのチャイナタウンがモチーフのダイニング。
モダンチャイニーズにカクテルやワインなどをペアリングする。
Sober Society
シックな雰囲気がイーストヴィレッジを思わせるバー。
余韻に浸りながらダイジェスティフカクテルを味わえる。

## 沿革

### 2017年2月
店舗オープン。

### 2017年6月
ウィリアム・リード・ビジネス・メディアが主催する「Asia's 50 Best Bars 2016」にて19位を受賞。

### 2017年7月
世界のバー業界のアカデミー賞といわれる「Tales of the Cocktail: The Spirited Awards」にて、後閑が「International Bartender of the Year」を受賞。
同月、「ザ・シーバス マスターズ 2017」にて、SG Groupのグループマネージャー・鈴木敦が世界チャンピオンとなる。

### 2018年5月
「Asia's 50 Best Bars 2018」にて14位を受賞。

### 2018年6月
東京・渋谷に姉妹店「The SG Club」がオープン。

### 2018年10月
ウィリアム・リード・ビジネス・メディアが主催する「The World's 50 Best Bars 2018」に初登場51位。

### 2018年11月
上海市内に姉妹店「The Odd Couple」がオープン。

### 2019年5月
「Asia's 50 Best Bars 2019」にて16位を受賞。
同アワードにおいて、後閑は「ALTOS BARTENDERS' BARTENDER」を受賞。

### 2019年7月
バー業界に最も影響を与える人物100名を選出する「Bar World 100」で、後閑が14人目に挙げられる。

### 2019年10月
「The World's 50 Best Bars 2019」にて45位を受賞。

### 2020年5月
「Asia's 50 Best Bars 2020」にて12位を受賞し、中国本土で最高位にランクイン。「The SG Club」「Speak Low」「The Odd Couple」も受賞。史上初めて、アジアのTop 50にグループ4店舗が同時入賞した。
同月、東京・渋谷に姉妹店(当時)「The Bellwood」がオープン。

### 2020年11月
「The World's 50 Best Bars 2020」にて42位を受賞。

### 2021年5月
「Asia's 50 Best Bars 2021」にて5位を受賞。

### 2021年12月
「The World's 50 Best Bars 2021」にて39位を受賞。